# Nu sunt faimos, dar sunt aromân
Nu sunt faimos, dar sunt aromân (pol. Nie jestem sławny, jestem Arumunem) – komediodramat z 2013 roku w reżyserii Toma Enache, zrealizowany w koprodukcji Rumunii, Macedonii, Albanii i Stanów Zjednoczonych. Pierwszy film w historii kinematografii zrealizowany w języku arumuńskim, przez reżysera pochodzenia arumuńskiego.

## Opis fabuły
Toniego Caramusata, znanego reżysera filmowego fascynuje idea odkrycia 13 prawdy fundamentalnej dotyczącej Arumunów. Zgodnie z ich mitologią, strażniczką tej prawdy jest Armânamea. Aby ją odnaleźć, Toni umawia się z dziewczętami z całego świata, licząc że jedna z nich będzie ową Armânamea. Po wielu nieudanych randkach spotyka artystkę Marę i nabiera przekonania, że to jest poszukiwana przez niego kobieta.

## Obsada
- Toma Enache jako Toni Caramușat
- Linda Taylor jako Armânamea
- Teodora Calagiu Garofil jako Haida
- Lica Gherghilescu-Tanasoca jako ojciec Toniego
- Rudy Rosenfeld jako Iorgu
- Camelia Șapera jako Tana
- Tache Florescu jako pilot
- Bicu Elena jako babka
- Mara Panaitescu jako Mara
- Ioana Delioran jako pianistka
- Brad Vee Johnson jako narrator
- Nicu Baturi jako kapitan Tega
- Ana Donosa jako Kira
- Irina Draghiea jako Sirma
- Alina Mantu jako policjantka Teodora
- Cristina Cabel